# La padrona
La padrona (in russo: Хозяйка, Khozjajka) è una novella di Fëdor Dostoevskij scritta nel 1847.

## Trama
È la storia di un giovane uomo, Vasilij Michailovič Ordynov, costretto ad abbandonare il suo appartamento e girovagante per la città, fino a quando diventa ossessionato dal suo amore per Katerina, moglie di una specie di cartomante che lui considera un mistico maligno e che si rivela essere stato l'amante della madre della donna e, nei sospetti deliranti del giovane, forse suo padre biologico.

## Edizioni italiane
- La padrona di casa, Milano: Sonzogno, 1927
- La padrona, in Racconti e romanzi brevi, trad. di Assia Nobiloni, Firenze: Sansoni, 1949
- La padrona, in Racconti e romanzi brevi, a cura di Eridano Bazzarelli, Milano: Mursia, 1962
- La padrona, in Racconti, introduzione di Fausto Malcovati, trad. di Luigi Vittorio Nadai, Milano: Garzanti, 1988 ISBN 978-88-11-36367-5
- La padrona, in Racconti, a cura di Giovanna Spendel, Milano: Mondadori, 1991 ISBN 978-88-04-54500-2
- La padrona di casa, a cura di Stefano Aloe, Bologna: Re Enzo, 1998
- La padrona, a cura di Stefano Garzonio, trad. di Francesca Gori, Venezia: Marsilio, 1999 ISBN 88-317-6979-0